# 喬拉可爾·密佛格
喬拉可爾·密佛格，是尾田榮一郎的漫畫作品《ONE PIECE》中的一名角色。人稱鷹眼，前任「王下七武海」之一，也是「世界最強劍士」。在和之國篇之後，成為「十字公會」幹部，被誤傳為「巴其速遞」旗下的勢力，但實際上他是「十字公會」的創始人之一。

## 設計
名字密佛格（ミホーク）在日語是「老鷹」的意思。
外號原本是「千里眼」。

## 人物
特徵是黑色短髮，老鷹般銳利的黃色雙瞳，蓄著短鬍，頭戴綴有白絨毛的黑禮帽，經常穿著酒紅色的花紋上衣與黑色背心，以及白色的長褲。個性沉穩冷靜，劍術非常高超，剛柔兼備，傳承了正統劍士的意志，揮出的劍壓可直接改變子彈的軌道，且擁有神秘特殊的劍氣，被公認為「世界最強劍豪」。羅羅亞·索隆在與他交手後把他當做超越的對象，要打敗他成為世界最強劍豪。在草帽海賊團分散的兩年間，成為負責指導索隆劍術和將武裝色霸氣纏繞在劍上的師父。
把人生許多歲月都用在鑽研揮劍上，讓「強者」的存在一到他面前即喪失意義。密佛格並未加入海賊團的組織活動，儘管成為王下七武海，但始終孤傲地遊遍大海各地過著「打發時間」的日子。受所有持劍之人所敬畏的「鷹眼」一直看著遠方，等待有朝一日出現比曾經與他交過手的「紅髮」更強的高手。
童年時代的密佛格在漫畫單行本第63集SBS專欄初次露面，當時的他留著與第二部劇情的索隆相仿、向後梳的短髮，而且在童年時代就已經開始鍛鍊自己的劍術。

## 能力

### 佩刀
- 「夜」

「無上大快刀」十二工之一。亂刃重花丁字，號稱「世界最強黑刀」。密佛格能以夜釋放強力且長距離的斬擊，動畫中斬擊的顏色為綠色。
- 十字刀

一把十字造型（含刀鞘）的小刀，密佛格把此刀掛在頸上。在東海與索隆的戰鬥中僅以此刀輕鬆壓制他的猛攻，甚至能進行攻擊而刺中索隆的心臟。

### 霸氣
此外，喬拉可爾·密佛格能夠運用見聞色霸氣、武裝色霸氣。

## 劇中表現

年輕時的密佛格

- 大海賊時代之初

前傳第零話曾短暫出現年輕時的喬拉可爾·密佛格，他是24年前在罗格镇目睹「海賊王」哥爾·D·羅傑被處刑的其中一人。

### 第一部
- 東海初登場

「鷹眼」首次登場時乘坐著外型如同西洋棺材的船。他為了打發時間而追殺克利克海賊團，並以一己之力在海上把海賊團旗下的50隻艦隊殲滅大半，更因此遠從偉大航道來到東海，正好在「巴拉蒂海上餐廳」遇上草帽海賊團。索隆得悉面前就是世界第一劍士後立即挑戰他，「鷹眼」亦接受其挑戰；但即使索隆全力使出三刀流，「鷹眼」也僅以繫在胸前玩具似的十字架小刀與其比劃，並一一化解其攻勢，最後更一刀刺進他的胸膛。由於「鷹眼」在與索隆的對談間，感受到對方異常強烈的意志並深受其精神感動，因此他特意拔出「世界最強黑刀」賜對方一敗；而索隆亦使出他的絕技「三千世界」但仍不敵而被擊倒。在與索隆比劍後，他認為索隆是值得期待的一個劍士，鼓勵索隆要追上自己後便離開。
- 與紅髮相聚

「鷹眼」與四皇之一的「紅髮」傑克是多年之交。在傑克失去拿劍的左手前經常切磋甚至決鬥（那場決鬥還被白鬍子譽為傳說中的決鬥），且與之相互抗衡。當他得知傑克的熟人魯夫被懸賞3,000萬貝里，就特地尋找傑克，並親自把消息帶給他。
- 王下七武海與海軍會議

在阿拉巴斯坦王國事件後，以王下七武海的身分到「聖地」馬力喬亞，被與會的唐吉訶德·多佛朗明哥稱為「最不可能出席的人」，而他對此回應會來參加會議是因為對魯夫感到興趣，接著與海軍高層（包括戰國元帥、鶴參謀等）進行會議，討論克洛克達爾從七武海除名的後續安排。
- 頂點戰爭

接受了海軍本部的強制召集跟其餘的七武海成員進餐。其後再奉召到「海軍本部」馬林福特現場與其他人在艾斯的處刑現場，與白鬍子海賊團開戰。戰事之初，他曾想測試自己與世界最強男人的距離而對「白鬍子」發出斬擊，但被白鬍子海賊團第三隊隊長「鑽石」裘斯擋住。在與魯夫短暫交戰時，一刀斬斷了「青雉」的「冰河時代」，後轉而與白鬍子海賊團第五隊隊長「花劍」比斯塔對戰；但因和平主義者部隊的出現，而與其停戰。後來短暫對上「Mr.1」以及克洛克達爾。頂點戰爭尾聲，紅髮海賊團出現介入戰爭，他顧及到與「紅髮」傑克的友誼便收手轉身離去。
- 收索隆為徒

在「頂點戰爭」後，「鷹眼」回到位於克拉伊咖那島的住所，遇上遭「暴君」巴索羅繆·大熊拍飛至此的培羅娜和索隆；他告訴索隆艾斯在魯夫的面前死去一事，並將小船借給索隆讓他離開小島。其後，他又告訴索隆島上七年前的情況及人鬼狒的來歷，建議他到城堡暫避，但索隆卻因急著和魯夫會合而拒絕了他。
後來索隆從報紙中讀得只有夥伴才能理解的訊息後，誠心跪求鷹眼指導他的劍術，起先「鷹眼」以為索隆沒能解決島上的人鬼狒，因此對於索隆下跪求他指導劍術一事並不認同。但在得知索隆已經將島上的人鬼狒全數解決後，「鷹眼」亦看出索隆為了海賊團決意變強，甚至不惜拋下自尊跪求他的誠意，最終「鷹眼」答應索隆的要求，同樣指導其劍術，並要求培羅娜為索隆處理傷勢。

### 第二部
隨著時任王下七武海暨多雷斯羅薩的國王唐吉訶德·多佛朗明哥和其家族成員被海軍逮捕，草帽海賊團全員的懸賞額亦跟著提升，「鷹眼」則和培羅娜閱報得知此消息。
世界會議期間，「鷹眼」和培羅娜閱報獲悉前任七武海月光·摩利亞尚生存的消息，對培羅娜決定動身尋找摩利亞一事表示认可和尊重，並提到这次世界会议出現值得注意的議題。
世界政府發布廢除王下七武海的制度的消息後，他以積極、正面的心態來面对海军舰队的追捕。期間克洛克達爾聯絡並邀請他一同創立新組織「十字公會」，後因巴其陣營提供的宣傳服務卻將巴其置於海報中央（實為巴其手下擅自設計兼發佈海報），由此使他和合夥的克洛克達爾一起找上巴其興師問罪，但由於「鹰眼」表明希望過著平穩不被干擾的生活，同時向克洛克達爾提出「讓巴其擔任十字公會表面上的領導者來分散海軍的注意力，必要時可將巴其滅口」的建議，最終這項提議被克洛克達爾採納，讓巴其擔任十字公會表面上的領導者，而他們兩人作為十字公會幹部掌握實權。